# Gumi (Népal)
Pour les articles homonymes, voir Gumi.
Gumi (en népalais : गुमी) est un comité de développement villageois du Népal situé dans le district de Surkhet. Au recensement de 2011, il comptait 7 035 habitants.